# Бруно Ніколе
Бруно Ніколе (італ. Bruno Nicolè; 24 лютого 1940, Падуя — 26 листопада 2019, Порденоне) — італійський футболіст, що грав на позиції флангового півзахисника, зокрема, за «Ювентус», а також національну збірну Італії.
Триразовий чемпіон Італії. Триразовий володар Кубка Італії.

## Клубна кар'єра
Народився 24 лютого 1940 року в місті Падуя. Вихованець футбольної школи клубу «Падова». Дорослу футбольну кар'єру розпочав 1956 року в основній команді того ж клубу, в якій провів один сезон, взявши участь у 12 матчах чемпіонату.
Своєю грою за цю команду привернув увагу представників тренерського штабу «Ювентуса», до складу якого приєднався 1957 року. Відіграв за «стару сеньйору» наступні шість сезонів своєї ігрової кар'єри. Більшість часу, проведеного у складі «Ювентуса», був основним гравцем команди. У складі «Ювентуса» був одним з головних бомбардирів команди, маючи середню результативність на рівні 0,33 голу за гру першості. За цей час тричі виборював титул чемпіона Італії, ставав володарем Кубка Італії (двічі).
Згодом з 1963 по 1965 рік грав у складі команд клубів «Мантова», «Рома» та «Сампдорія». У складі «Роми» утретє став володарем Кубка Італії.
Завершив професійну ігрову кар'єру в «Алессандрії», за команду якого виступав протягом 1965—1967 років.

## Виступи за збірну
1958 року дебютував в офіційних матчах у складі національної збірної Італії, забивши у дебютній грі обидва м'ячі своєї команди у товариському матчі зі збірною Франції (2:2). У поадльшому нерегулярно залучався до лав національної команди, протягом наступних семи років провів у її формі ще сім матчів, голів більше не забивав.
| Дата       | Місто     | Господарі      | Результат | Гості             | Турнір                   | Голи | Примітки |
| ---------- | --------- | -------------- | --------- | ----------------- | ------------------------ | ---- | -------- |
| 9-11-1958  | Париж     | Франція        | 2 – 2     | Італія            | товариський матч         | 2    |          |
| 13-12-1958 | Генуя     | Італія         | 1 – 1     | Чехословаччина    | Кубок Центральної Європи | -    |          |
| 28-2-1959  | Рим       | Італія         | 0 – 0     | Іспанія           | товариський матч         | -    |          |
| 1-11-1959  | Прага     | Чехословаччина | 2 – 1     | Італія            | Кубок Центральної Європи | -    |          |
| 6-1-1960   | Неаполь   | Італія         | 3 – 0     | Швейцарія         | Кубок Центральної Європи | -    | 46'      |
| 13-3-1960  | Барселона | Іспанія        | 3 – 1     | Італія            | товариський матч         | -    |          |
| 25-4-1961  | Болонья   | Італія         | 3 – 2     | Північна Ірландія | товариський матч         | -    | кап. 75' |
| 5-12-1964  | Болонья   | Італія         | 3 – 1     | Данія             | товариський матч         | -    | 46'      |
| Усього     |           | Матчів         | 8         |                   | Голів                    | 2    |          |

## Титули і досягнення
- Чемпіон Італії (3):

«Ювентус»: 1957–1958, 1959–1960, 1960–1961
- Володар Кубка Італії (3):

«Ювентус»: 1958–1959, 1959–1960
«Рома»: 1963–1964